# Brakel (adelsätt)
Brakel är en gammal livländsk adelsätt, introducerad på Riddarhuset som adlig ätt nr 1979. Släkten härstammar från slottet Brackel utanför Dortmund. Med Tyska orden kom släkten till Livland där den äldsta kände släktmedlemmen ryttmästaren Didrik Brakel levde under början av 1500-talet. 
En ättling till honom, Georg Antoni Brakel (1627-1686) kom 1643 till Sverige och blev överste för Kronobergs och Tavastehus regemententen. Hans sonsons söner naturaliserades och introducerades på det svenska riddarhuset 1756. På manssidan utslocknade ätten i Sverige 1937.
Den introducerades på det finländska riddarhuset 1818.
Under namnet von Brackel är ätten intagen på livländska och kurländska riddarhusen under nr 12 och 147. I Bayern har ätten immatrikulerats såsom friherrlig 1839-12-29.

## Kända medlemmar av släkten
- Karl Adolf Brakel